# دوشیزه جهان ۲۰۱۲
دوشیزه جهان ۲۰۱۲ (انگلیسی: Miss Universe 2012)؛ شصت و یکمین دوره دوشیزه جهان بود، که در ۱۹ دسامبر ۲۰۱۲ در هتل و کازینوی پلانت هالیوود، لاس وگاس، آمریکا برگزار شد.اولیویا کالپو از آمریکا توانست برنده این رویداد شود.